# فراس طلاس
فراس مصطفى طلاس (ولد في 20 أغسطس 1960) هو قطب أعمال سوري وعضو في عائلة سنية هامة كانت لها علاقات وثيقة مع الرئيس السوري السابق حافظ الأسد لكنها انشقت لتنضم إلى المعارضين خلال الثورة السورية.

## النشأة والتعليم
ولد فراس طلاس في دمشق في 20 أغسطس 1960. هو ثاني أكبر أبناء مصطفى طلاس وزير الدفاع السوري السابق من 1972 إلى 2004 من أصل شركسي وتركي. بجانب آل الأسد كانت عائلته العائلة السنية الأكثر شهرة في سوريا والمعروفة بدعم الحكومة. من ناحية أخرى عمل أفراد عائلته من أجل العثمانيين وكذلك الفرنسيين بعد الحرب العالمية الأولى. مناف طلاس الذي كان مسؤولا عسكريا كبيرا انشق في يوليو 2012 هو وشقيقه الأصغر.
التحق بمدرسة إيكول لايك في دمشق وتخرج في عام 1978. درس إدارة الأعمال في جامعة دمشق وحصل على درجة البكالوريوس في الاقتصاد في عام 1984. ذهب إلى فرنسا لدراسة اللغة الفرنسية وحصل على درجة في التجارة من باريس.

## المسيرة المهنية
فراس طلاس يوصف بأنه قطب تجاري وملك السكر السوري. كان ثاني أغنى شخص في سوريا بعد ابن خال بشار الأسد رامي مخلوف. كان فراس طلاس مؤيدا كبيرا وأيضا مستفيدا من سياسات اقتصاد بشار الأسد الليبرالي خلال عقد 2000. كان لديه المسار الداخلي أثناء عملية الخصخصة في سوريا. تكهن بأن فراس طلاس كان له علاقات تجارية مع أبناء رفعت الأسد.
فراس طلاس أسس مجموعة من أجل سوريا الاقتصادية الشهيرة باسم مجموعة ماس الاقتصادية في عام 1984. تتناول ماس الأنشطة التجارية المختلفة بدءا من تحميص حبوب البن إلى إنتاج المعادن والأغذية المعلبة ومنتجات الألبان. كما قدم المعهد للجيش السوري الملابس والأغذية والأدوية. في عام 2004 بدأ طلاس بتقديم المساعدة المالية لموقع سوريا نيوز الذي يملكه المركز الاقتصادي السوري. في عام 2010 انضم إلى المجموعة المالية هيرميس سوريا مع المجموعة المالية هيرميس البنك الاستثماري المصري الرائد في الوطن العربي. أفادت التقارير أن المجموعة المالية هيرميس سوريا كانت شراكة بين المجموعة المالية هيرميس (70٪) وفراس طلاس (30٪). أصبح طلاس رئيس الشركة. بالإضافة إلى ذلك كان طلاس الشريك المحلي المشترك لشركة لافارج الفرنسية للأسمنت. هو أيضا رئيس تدمر-سوديك. نشاطه التجاري الآخر هو شركة تدمر للتطوير العقاري الذي هو المدير العام.
فراس طلاس عضو سابق في حزب البعث. ومع ذلك في عام 2005 قال هو وعضو آخر في حزب البعث عبد النور إنهم دعموا انتخابات متعددة الأحزاب وانهاء احتكار البعث للسلطة في سوريا. قال فراس طلاس أيضا أن العلاقات مع الولايات المتحدة يجب أن تكون أفضل. حتى انشقاقه كان هو وشقيقه مناف طلاس يعتبران بشار الأسد من أقرانه وأصدقائه.

### الجدل
في بداية العقد الأول من القرن العشرين اتهمت إسرائيل والولايات المتحدة سوريا بأنها مكنت المجاهدين العرب من سحق الأسلحة عبر حدودها إلى العراق وذلك أساسا من خلال فراس طلاس. في عام 2003 زعم أيضا أن المسؤولين العراقيين أرسلوا أسلحتهم المحظورة إلى سوريا عبر طلاس الذين كان لهم صلات تجارية مع العراق. كما اتهم فراس بالفساد والاستفادة من حكومة الأسد. ذكرت فوربس في عام 2011 أنه كان من بين الذين حصلوا على لجنة 5٪ على الصفقات التي توسطت في سوريا.

## الانشقاق والآراء
أفادت وكالة فرانس برس أن فراس ووالده وزير الدفاع السابق مصطفى طلاس وصلا إلى باريس في مارس 2012. لكن لم ينظر إلى تحركهما على أنه انشقاق. ومع ذلك هناك تقرير آخر عن انشقاقه. يذكر أن مصطفى طلاس وابنه فراس غادرا سوريا منذ اندلاع الثورة ضد الأسد في عام 2011. أضاف أن مصطفى طلاس غادر إلى فرنسا لما وصفه بأنه علاج طبي في حين غادر فراس سوريا إلى مصر في عام 2011. هناك تقرير آخر يشير إلى أن فراس موجود في دبي. يقال أن فراس يتواجد في فرنسا مع والده. هناك تقرير آخر يقول أن فراس يسافر بين الإمارات العربية المتحدة وفرنسا. شقيقه الأصغر مناف طلاس وهو ضابط في الجيش السوري انشق عن حكومة الأسد وهرب إلى تركيا وفي 6 يوليو 2012 ذهب إلى فرنسا من تركيا.
في 26 يوليو 2012 أعرب فراس طلاس عن تأييده لاستقالة بشار الأسد. كما أعلن أنه قدم للواء الفاروق في الجيش السوري الحر بقيادة ابن عمه عبد الرزاق طلاس مساعدات إنسانية وإغاثة. في 8 مارس 2013 قال لقناة العربية أن سوريا كانت لديها صفقات تجارية سرية مع إسرائيل.

## الحياة الشخصية
طلاس متزوج من السيدة لبنى الصوفي من مدينة اللاذقية والتي تنحدر من واحدة من أهم العائلات السنية في البلاد.
وكان قبلها متزوجاً من السيدة رانيا الجابري منذ عام 1984 حتى وقع الطلاق بينهما سنة 2012. ولديه منها خمسة أطفال: يارا (مواليد 1989) وميرا ولارا (توأم ولدتا في عام 1991) وياسمين (مواليد 1998) ومصطفى (مواليد 2000).